# Chlorogomphus auratus
Chlorogomphus auratus är en trollsländeart som beskrevs av Martin 1910. Chlorogomphus auratus ingår i släktet Chlorogomphus och familjen kungstrollsländor. IUCN kategoriserar arten globalt som nära hotad. Inga underarter finns listade i Catalogue of Life.